# George Thomson
George Thomson (Dundee, 16 de enero de 1921 - Londres, 3 de octubre de 2008) fue un político y periodista británico perteneciente al Partido Laborista del Reino Unido. Ocupó en diversas ocasiones cargos ministeriales en el Reino Unido, y fue miembro de la Comisión Europea entre 1973 y 1977.

## Biografía
George Thomson nació en Dundee, Escocia. Tras estudiar en la Academia Grove, serviría en la Royal Air Force entre 1941 y 1946. Entre 1946 y 1956 sería editor de Forward, un diario local de la ciudad de Dundee.
Su primera aparición en política sería durante las elecciones generales llevadas a cabo en 1950 y 1951 en el Reino Unido, en dónde se 
presentaría candidato en el distrito de Glasgow Hillhead, aunque sin éxito. En 1952 sería elegido miembro del Parlamento del Reino Unido en las elecciones parciales llevadas a cabo en el distrito de Dundee 
este. 
Mantendría su escaño hasta 1972, fecha en que dimitió. Sirvió en el gobierno de Harold Wilson como Ministro de Estado, y se ocuparía de la cartera de Asuntos Exteriores entre octubre de 1964 y abril de 1966. Luego sería nombrado Canciller del Ducado de Lancaster entre 1967 y 1968, para finalmente volver al gabinete de gobierno entre 1968 y 1969 en calidad de Ministro sin cartera. 
Durante el tiempo que ocupó el cargo de Secretario de la Commonwealth tuvo la responsabilidad en el intento de llegar a un acuerdo para el conflicto de Rodesia del Sur (hoy Zimbabue) y en la imposición de sanciones contra el régimen establecido en esa región. 
Fue un fuerte europeísta, y uno de los primeros Comisarios Europeos de origen británico. Ocupó un puesto en la Comisión Europea entre 1973 y 1977, ocupándose de la cartera referente a política regional. Más tarde, de vuelta en el Reino Unido, ocuparía entre 1977 y 1981 el cargo de presidente de la Advertising Standards Authority, el organismo regulador de la publicidad en el Reino Unido, y entre 1981 y 1988 el cargo de presidente de la Independent Broadcasting Authority, organismo regulador del mercado de radio y televisión. Durante este periodo ocuparía también el cargo de responsable del Patrimonio de la Corona Británica entre 1977 y 1980.
En 1966 fue nombrado miembro del Consejo Privado, y en 1977 recibiría el título de Barón Thompson de Monifieth, pasando a ser además caballero de la Orden del Cardo en 1981.
Murió el 3 de octubre de 2008, en el Hospital St. Thomas de Londres, tras sufrir una infección 
vírica.